# Hermenerico (rei grutungo)
Hermenerico (gótico: Aírmanareiks; morto entre 370 e 376), também referido como Herminerico (em latim: Herminericus), Erminerico (Erminericus), Ermenerico (Ermenericus), Hermanarico (Hermanaricus), Ermanarico (Ermanaricus), Hermanrico (Hermanricus) ou Ermanrico (Ermanricus), foi o último rei dos godos unificados, às vésperas das invasões bárbaras do Império Romano. Embora os limites exatos de seu território ainda sejam obscuros, ele parece ter se estendido a partir do sul dos pântanos de Pripet, entre os rios Don e Dniestre.
Sabe-se com alguma segurança apenas que os feitos militares de Hermenerico fizeram com que ele fosse temido pelos povos vizinhos, e que cometeu suicídio ao desesperar-se por não poder resistir com sucesso aos hunos, que invadiram seu território a partir de 370. Seu reino foi destruído e seu povo acabou dividindo-se em visigodos e ostrogodos. Os visigodos se mantiveram sob o rei Fritigerno e os ostrogodos sob o rei Vitimiro.

## Relatos históricos
Hermenerico é mencionado em pelo menos duas fontes romanas: nos escritos de seu contemporâneo, Amiano Marcelino, e na obra Gética, de autoria do historiador Jordanes, do século VI.
De acordo com Amiano, Hermenerico é "um rei belicosíssimo" que eventualmente cometeu suicídio diante da agressão dos alanos e dos hunos, que haviam invadido o seu território na década de 370. Tudo o que Amiano diz sobre a extensão dos domínios de Hermenerico é que suas terras eram ricas e vastas.

A área em laranja simboliza a cultura de Cherniacove, identificada com o reino de Hermenerico

De acordo com Jordanes, em sua obra Gética, Hermenerico governou a partir do reino de Aujo. Jordanes também afirma que o rei teria condenado à morte a jovem esposa de um rei rival, chamada Sunilda, amarrando-a a dois cavalos selvagens, o que teria provocado a ira de seus irmãos, Saro e Âmio, que eventualmente feriram gravemente Hermenerico, deixando-o incapaz de defender o seu reino contra as incursões dos hunos.

## Folclore germânico
Desde cedo Hermenerico tornou-se o foco da tradição popular dos povos germânicos. Diversas variações da narrativa de Jordanes tiveram um efeito profundo na literatura germânica medieval, de lugares como Inglaterra e Escandinávia.
Seu nome foi grafado de diversas maneiras, nos diversos idiomas e dialetos em que foi mencionado; no gótico era provavelmente Aírmanareiks, mas foi chamado de Ermenrichus no latim de Amiano Marcelino (cujo livro XXXI é a principal fonte histórica de informação sobre a vida do rei), e de Hermanaricus, também em latim, por Jordanes. Os antigos escritores escandinavos o chamaram de Jörmunrekr, em nórdico antigo, e a literatura anglo-saxã, como o épico Beowulf, referem-se a ele como Eormenric em inglês antigo; já os autores alemães o conheciam como Ermenrîch no alemão medieval.